# Exército Auxiliar à Coroa de Espanha
Exército Auxiliar à Coroa de Espanha foi a designação dada à força expedicionária portuguesa que sob o comando do tenente-general John Forbes foi enviada para a Catalunha e que depois tomaria parte na Campanha do Rossilhão.

## Descrição
A força era composta por 5 052 homens, organizados numa divisão a 6 regimentos de infantaria: 4 377 homens embarcados de infantaria e 1 brigada de artilharia a 8 companhias, com 22 bocas de fogo e 447 homens.
Para além das forças de Infantaria e Artilharia, a força expedicionária portuguesa contava ainda com o seu estado-maior completo e com oficiais de engenharia. A administração da força estava confiada a repartições civis de secretariado, repartições de víveres e carruagens. Dispunha ainda de hospital e botica e era acompanhada por criados da oficialidade.
Composição da força expedicionária foi a seguinte:
- Comandante em chefe: tenente-general graduado John Forbes Skellater
- Ajudantes de ordens:
  - Tenente-coronel Louis Charles de Claviére
  - Major graduado Nuno Freire de Andrade
  - Major graduado D. Miguel Pereira Forjaz
  - Capitão Charles Andrew Harth
- Generais de Linha:
  - 1.º general de linha: marechal de campo D. António Soares de Noronha
    - Ajudantes de ordens:
      - Tenente-coronel João Barreiros Garro
      - Tenente Lourenço Correia da Gama

  - 2.º general de linha: marechal de campo D. Francisco Xavier de Noronha
    - Ajudantes de ordens:
      - Coronel D. António Salles de Noronha,
      - Capitão graduado Francisco Ventura Rodrigues Velho,

  - Ajudante general: Coronel D. Pedro de Almeida Portugal, conde de Assumar, (depois marquês de Alorna)
  - Quartel-mestre general: coronel de Engenharia José de Morais d'Antas Machado
    - Oficias engenheiros para servirem de ajudantes do quartel-mestre general:
      - Capitão de Engenharia Pedro Celestino Soares
      - 1.º Tenente de Engenharia Paulo José de Barros
- Auditor geral:[2] Juiz-desembargador José António Ribeiro Ferreira
- Intendente geral da polícia do Exército: Juiz-desembargador e auditor do Regimento de Peniche, Francisco José de Aguiar e

Gouveia.
- Capelão-mor: Nuno Rodrigues da Horta, beneficiado da Igreja Patriacal de Lisboa.[4]
- Médicos-inspectores do Serviço de Saúde:
  - 1º Médico - Dr. João Francisco de Oliveira,
  - 2º Médico - João Manuel Nunes do Vale
  - Cirurgião Mor – Luís Martins da Rua
- Repartições civis do Exército
  - Secretaria: composta por um 1.º e e um 2.º secretário, 2 adidos e 2 correios.
  - Caixa militar: 1 Tesoureiro Geral das Tropas, 2 pagadores, 3 escriturários e 1 porteiro.[5]
- Hospital e botica:
  - 2 capelães; 1 almoxarife do Hospital; 1 escrivão da receita do Almoxarife; 1 fiel do Almoxarife, 1 despenseiro; 1 boticário, 2 praticantes, 6 enfermeiros; 1 cozinheiro e 1 ajudante de cozinheiro.
- Repartição de víveres:
  - 1 comissário, 2 feitores e 2 segundos escriturários.
- Repartição das carruagens:
  - 1 Comissário Intendente; 3 escriturários; 1 oficial para arrumação e 1 mestre director da Música do Exército.

As repartições civis compunham-se da secretaria, tendo 1 primeiro e
segundo secretario, 2 pessoas adidas e 2 correios; da caixa militar com 1
tesoureiro geral das tropas, 2 pagadores, 3 escriturários e 1 porteiro; do
hospital e botica, tendo 2 capelães, almoxarife do hospital, 1 escrivão da
receita do almoxarife, 1 fiel do almoxarife, 1 despenseiro, 1 boticário, 2
praticantes, 6 enfermeiros, 1 cozinheiro e 1 ajudante do cozinheiro; da
repartição de viveres, tendo 1 comissário, 2 feitores e 2 segundos
escriturários; e finalmente da repartição das carruagens, com 1 comissário
intendente, 3 escriturários, 1 oficial para arrumação e 1 mestre-director da
musica do exercito.
1ª
Brigada (companhias de fuzileiros)

Comandante:
Marechal de campo D. João Correia de Sá,
Major de Brigada: major do 2º Regimento do Porto Florêncio José Correia de
Melo,
Ajudante de ordens: capitão graduado do Regimento de Freire Conde de Tarouca,
1º Regimento de Infantaria de Olivença. Comandante: coronel João Jacob de
Mestral,
2º Regimento de Infantaria do Porto. Chefe: Marechal de campo D. João Correia
de Sá,
Regimento de Infantaria de Freire. Comandante: coronel Gomes Freire de Andrade,
2ª
Brigada (companhias de fuzileiros)

Comandante:
Marechal de campo José Correia de Melo,
Major de Brigada:??
Ajudante de ordens: ??
1º Regimento de Infantaria do Porto. Chefe: Marechal de campo José Correia de
Melo,
Regimento de Infantaria de Peniche. Comandante: coronel António Franco de
Abreu,
Regimento de Infantaria de Cascais. Comandante: coronel Francisco da Cunha
Menezes, Monteiro-mor,
3ª
Brigada (companhias de Granadeiros)

Comandante:
coronel Gomes Freire de Andrade,
Organizada com as 12 companhias de Granadeiros dos 6 regimentos de infantaria
da Divisão
O estado-maior de cada corpo compunha-se de 3 pessoas, e o pequeno estado maior
de 12: cada um dos mesmos corpos tinha alem disso 10 capitães, 10 tenentes, 10
alferes, 10 sargentos, 10 furriéis, 10 porta bandeiras, 50 cabos de esquadra,
22 Pífanos e tambores, 672 soldados, incluindo 12 porta machados. Cada
companhia de fuzileiros era composta de 66 praças de soldados e anspeçadas, e
as de granadeiros de 72 praças, incluindo a porta machados.
Brigada
de Artilharia

Comandante:
major José António da Rosa, lente da Academia de Fortificação
Composta por quatro Companhias reunidas em duas Divisões, sendo os militares da
Brigada proveniente dos Regimentos de Artilharia do Alentejo (ou de Estremoz),
Porto (ou de Viana, onde se encontrava aquartelado desde 1795) e Algarve (com
sede em Faro).
ESTADO-MAIOR:
2 Sargentos-Mores (comandantes); 1 Ajudante (graduado em Capitão); 1
Quartel—Mestre (graduado em Capitão) e 1 Capelão.
PEQUENO
ESTADO-MAIOR:
1 Cirurgião-Mor; 1 Ajudante de Cirurgião e 1 Tambor-Mor.
Segundo comandante - António Teixeira Rebelo
Quartel Mestre: capitão graduado do Regimento de Artilharia de Marinha Caetano
José Vaz Parreiras,
Ajudante: capitão graduado do Regimento de Artilharia de Estremoz Manuel José
Durão Padilha.
1ª Divisão: major José António da Rosa
2ª Divisão: major do Regimento de Artilharia da Corte António Teixeira Rebelo,
Capelão - O padre António Figueiredo Lacerda.
Cirurgião-mór - José Joaquim Franco.
4 Ajudantes do ditto.
1 Tambor mor
Levava mais 4 capitães, 6 primeiros-tenentes, 8 segundos tenentes, 12
sargentos, 4 segundos artífices de fogo, 12 furriéis, 28 cabos, 32 artífices de
diferentes ofícios, 336 soldados e 8 tambores, fazendo ao todo 461 praças, isto
é, 4 Companhias a 105 praças; Estado-maior e pequeno estado 9 ; Ferradores e
artífices de diferentes ofícios, segundo a sua enumeração 32, tudo 461 homens.
Material: 6 obuses de 6 polegadas, 2 peças de calibre 6 e 14 de calibre 3.
Corpo de engenheiros
Comandante em chefe, que foi o coronel José de Morais d'Antas Machado
Segundo comandante, o tenente-coronel Isidoro Paulo Pereira
Sargento-mor de brigada, Manuel de Sousa Ramos;
2 Capitães e 3 primeiros tenentes, ou 8 oficiais ao todo.